# 25. Kavallerie-Brigade (Großherzoglich Hessische)
Die 25. Kavallerie-Brigade (Großherzoglich Hessische) war ein Großverband der Preußischen Armee.

## Geschichte
Die 25. Kavallerie-Brigade (Großherzoglich Hessische) hatte ihren Ursprung in der Großherzoglich Hessischen Reiter-Brigade der Hessischen Armee, die nach der Annexion Hessens durch Preußen in die Preußische Armee integriert wurde. Am 7. April 1867 wurde diese Hessischen Reiter-Brigade und erhielt am 1. Januar 1872 die endgültige Bezeichnung 25. Kavallerie-Brigade. Sie war bis zum Ausbruch des Ersten Weltkrieges Teil der 25. Division, die ab 1899 dem XVIII. Armee-Korps zugeordnet war. Im Krieg gehörte die Brigade bis zum 23. September 1916 zur 3. Kavallerie-Division und anschließend bis Kriegsende zur 2. Kavallerie-Division, die unter der Führung des Höheren Kavallerie-Kommandos Nr. 4 stand. Chef dieser Zentrale war der General Gustav von Hollen.

### Gliederung
- 1867 bis 1914

Garde-Dragoner-Regiment (1. Großherzoglich Hessisches) Nr. 23 und Leib-Dragoner-Regiment (2. Großherzoglich Hessisches) Nr. 24
- Kriegsgliederung 1914 bis 1918

Wie vor

### Deutscher Krieg 1866
Im Krieg Preußens gegen das Kaisertum Österreich kämpften die Truppen der Hessen-kasselschen Armee an der Seite des Österreichs und dessen Verbündete.

### Deutsch-Französischer Krieg 1870/1871
Die Brigade war am 14. August an der Schlacht bei Colombey und am 18. August bei Gravelotte – St. Privat eingesetzt. 

### Erster Weltkrieg
Die Brigade war im Verband der 3. Kavallerie-Division bis Ende August 1916 ausschließlich an der Westfront eingesetzt, wechselte nach deren Umstrukturierung zur 2. Kavallerie-Division und kam bis zu ihrer Verlegung zur Ostfront Mitte September 1917 dort bis zum Kriegsende zum Einsatz. Zu den Kampfhandlungen, Gefechten und Schlachten siehe Kampfgeschehen der 3. Kavallerie-Division und Kampfhandlungen der 2. Kavallerie-Division.

### Brigadekommandeure
| Name                                              | Datum                                |
| ------------------------------------------------- | ------------------------------------ |
| Großherzoglich Hessische Reiter-Brigade           |                                      |
| Karl Friedrich Ernst Ferdinand Klingelhöffer      | 1860                                 |
| Ludwig von Willich gen. von Poellnitz             | 1864                                 |
| Ludwig von Hessen und bei Rhein                   | 1866                                 |
| Ludwig von Willich gen. von Poellnitz             | 1866                                 |
| Joseph Gedult von Jungfeld                        | 1867                                 |
| 25. Kavallerie-Brigade (Großherzoglich Hessische) |                                      |
| Joseph Gedult von Jungfeld                        | 7. April 1867 bis 6. November 1869   |
| Ludwig von Schlotheim                             | 7. November 1869 bis 18. August 1870 |
| Hermann Carl Friedrich von Rantzau                | 19. August 1870 bis 22. Mai 1871     |
| Carl von Wichmann                                 | 23. Mai 1871 bis 21. Juni 1871       |
| Hermann von Radecke                               | 22. Juni 1871 bis 16. Oktober 1883   |
| Theodor von Locquenghien                          | 17. Oktober 1883 bis 12. März 1885   |
| Carl von Colomb                                   | 13. März 1885 bis 15. April 1889     |
| Robert von Massow                                 | 16. April 1889 bis 13. Mai 1894      |
| Franz von Schmidt                                 | 14. Mai 1894 bis 19. Mai 1897        |
| Richard von Winterfeld                            | 20. Mai 1897 bis 17. Mai 1901        |
| Arthur von Schmidt                                | 18. Mai 1901 bis 18. Oktober 1905    |
| Albert von Werder                                 | 19. Oktober 1905 bis 18. Juni 1909   |
| Victor von Oertzen                                | 19. Juni 1909 bis 15. Juni 1911      |
| Willem Clifford Cocq von Breugel                  | 16. Juni 1911 bis 31. März 1914      |
| Dietrich von Bodelschwingh                        | 1. April 1914 bis 31. Juli 1914      |
| Gerhard von Glasenapp                             | 1. August 1914 bis 9. März 1917      |
| Max von Holzing-Berstett                          | 10. März 1917 bis 21. August 1918    |
| Viktor von Teichmann und Logischen                | 22. August 1918 bis Kriegsende       |
| Dietrich von Bodelschwingh                        | 7. Februar 1919 (Demobilisierung)    |